# Дмитриј Песков
Дмитриј Сергејевич Песков (рус. Дмитрий Сергеевич Песков; Москва, 17. октобар 1967) руски је дипломата и секретар за штампу руског председника Владимира Путина. Он је активни државни савjетник Руске Федерације 1. класе.

## Биографија
Песков је рођен у Москви. Његов отац, Сергеј, био је на челу совјетске дипломатске мисије у Пакистану. Године 1989. Песков је дипломирао на Институту за азијске и афричке земље на Московском државном универзитету, специјализујући се за историју и источњачке студије. Исте године, Песков се придружио совјетском Министарству спољних послова.
Песков је 1990. године постављен у совјетску амбасаду у Анкари, Турска, као административни помоћник. Потом је попунио места аташеа, а затим и трећег секретара у амбасади. Године 1994. распоређен је да ради у руском министарству спољних послова у Москви. После две године тамо, вратио се у Анкару 1996. са дипломатским рангом другог, а потом првог секретара у руској амбасади.
Песков се 2000. вратио у Русију да ради у прес-служби руског председника, обављајући низ функција, укључујући четворогодишњи мандат првог заменика прес-секретара руског председника, од 2004. до 2008. године. Песков је био Путинов портпарол од априла 2000. године. Песков је именован за секретара за штампу премијера Виктора Зубкова 25. априла 2008. године. У мају 2012, када је Путин поново постао председник, Песков је наследио Наталију Тимакову на месту портпарола председника.
У новембру 2021, Песков је негирао наводе да се Русија припрема за могућу инвазију на Украјину. Песков је у јануару 2022. оптужио Сједињене Државе да „подстичу тензије“ око Украјине.
Песков је осудио Русе који се противе рату као „издајнике”.
Дана 28. фебруара 2022. године, у вези са руском инвазијом на Украјину 2022. године, Европска унија је ставила Пескова на црну листу и замрзнула сва његова средства. Сједињене Државе су увеле сличне санкције 3. марта, а Аустралија их је следила 8. марта. Велика Британија је увела санкције 15. марта.

## Лични живот
У јулу 2015. године, Песков се верио за олимпијску шампионку, плесачицу на леду Татјану Навку, са којом има ћерку. Навка има држављанство и Русије и Сједињених Држава. Венчали су се 1. августа 2015, након што је Песков окончао развод са својом другом супругом Јекатерином Солоцинском.
Његова ћерка, Елизавета Пескова, асистант је екстремног десничара Ајмерика Шопрада, француског посланика у Европском парламенту. Након руске инвазије на Украјину 2022. године, Елизавета је објавила речи „не рату“ на својој страници на Инстаграму и убрзо их је избрисала.
Његов син Дени живи у Паризу.
Песковова супруга има некретнине вредне више од 10 милиона долара. Она води две компаније које имају уговоре са руском државом.
Основана у јануару 2014, регистрована на Британским Девичанским острвима (БВИ) и у стварном власништву Навке, Carina Global Assets је имала имовину већу од милион долара укључујући стан и ликвидирана у новембру 2015. године.